# Hymna Saúdské Arábie
 Hymna Saúdské Arábie (النشيد الوطني السعودي) byla oficiálně přijata roku 1950 a roku 1984 s upraveným textem. Původně egyptská opera od Abdula-Rahman al-Khateebiho z roku 1947. Text byl napsán roku 1950 Mohammedem Talatem a upraven roku 1984 Ibrahimem Khafajim. Instrumentální verze se nazývá Royal Salute (السلام الملكي).

## Text
| Arabsky           | Fonetický přepis             | Překlad                                |
| ----------------- | ---------------------------- | -------------------------------------- |
| سارع              | Sar ʿ ¤                      | Spěchejte                              |
| للمجد والعلياء    | Li-l-maǧdi wa-l-ʿ Alya ʾ,    | k slávě a nadřazenosti                 |
| مجد لخالق السماء  | Maǧǧidī Li-ḫāliqi s ʾ-sama!  | slávě stvořitele nebes                 |
| ارفع الخفاق أخضر  | Wa-RFA ʿ i L-ḫaffāqa ʾ aḫḍar | a zvedněte vlajku zelenou              |
| يحمل النور المسطر | Yaḥmilu n-l-Nura musaṭṭar    | nesoucí světlo podtržené.              |
| ردد الله أكبر     | Raddidī: Allāhu ʾ akbar,     | Opakujte: Alláhu Akbar! (Bůh je velký) |
| يا موطني          | Yā mawṭinī!                  | Ó můj domove!                          |
| موطني             | Mawṭinī,                     | Můj domove.                            |
| عشت فخر المسلمين  | ʿ Ista faḫra l-Muslimin      | Ať žije čest muslimů!                  |
| عاش الملك         | ʿ Asa L-Malik                | Ať žije král!                          |
| للعلم             | Li-l-ʿ alam                  | Pro vlajku                             |
| والوطن            | Wa-l-Watan!                  | a domovinu!                            |